# Schizonycha nairobensis
Schizonycha nairobensis är en skalbaggsart som beskrevs av Moser 1914. Schizonycha nairobensis ingår i släktet Schizonycha och familjen Melolonthidae. Inga underarter finns listade i Catalogue of Life.